# 올렉산드르 스바토크
올렉산드르 세르히요비치 스바토크(우크라이나어:  Олекса́ндр Сергі́йович Свато́к, 1994년 9월 27일 ~ )는 우크라이나의 프로 축구 선수로, 메이저 리그 사커 클럽 오스틴 FC와 우크라이나 국가대표팀에서 수비수#센터백 센터백으로 활약하고 있다.

## 구단 경력
스바토크는 드니프로 유소년 스포츠 학교의 출신으로, 2011년에 우크라이나 프리미어리그의 이 클럽과 계약을 체결했다.
그는 우크라이나 프리미어리그 리저브 챔피언십에서 드니프로 리저브와 유스 팀에서 4년간 활약했으며, 2014년 8월에는 우크라이나 프리미어리그의 볼린 루츠크으로 임대되었다. 스바토크는 2014년 8월 31일, 우크라이나 프리미어리그에서 조랴 루한스크와의 경기에서 처음으로 볼린 루츠크 소속으로 데뷔했다.
2019년 2월 15일, 스바토크는 크로아티아 클럽 하이두크 스플리트와 3, 5년 계약을 체결했다.
2019년 12월 28일, 스바토크는 우크라이나 클럽 드니프로-1에 합류했다.
2024년 6월 24일, 스바토크는 메이저 리그 사커 클럽 오스틴 FC와 3년 반 계약을 체결했다.

## 국가대표팀 경력
2023년 3월 26일, 스바토크는 UEFA 유로 2024 예선에서 잉글랜드를 상대로 우크라이나 국가대표팀에 선발된 것을 기념했다.
2024년 5월, 그는 세르히 레브로우가 UEFA 유로 2024에 출전하기 위해 선정한 26명의 선수 중 한 명이었다.